# エウドキア・ラスカリナ・アサニナ
エウドキア・ラスカリナ・アサニナ（Εὐδοκία Λασκαρίνα Ἀσανίνα, 1245/1248年 ニカイア - 1309/1311年 サラゴサ）は、ビザンツ帝国の亡命政権だったニカイア帝国ラスカリス家の皇女。

## 生涯
ニカイア皇帝テオドロス2世ラスカリスとその皇后でブルガリア皇帝イヴァン・アセン2世の娘であるエレナ・アサニナの間の四女。
ニカイア政権は1261年コンスタンティノープル奪回を果たすが、幼い弟ヨハネス4世ラスカリスの摂政・共同皇帝ミカエル8世パレオロゴスは復活したビザンツ帝国の単独皇帝となり、ヨハネス4世の目を潰し廃位・幽閉して、パレオロゴス朝を確立した。ミカエル8世はヨハネス4世の姉妹たちが帝位を請求できないようにするため、急いで外国人の領主に嫁がせることにした。エウドキアは幼い頃にアラゴン王太子ペドロ（後のペドロ3世王）の許嫁となっていたが、パレオロゴス家の簒奪により皇女としての立場を失い、結婚は実現しなかった。
エウドキアは1261年7月28日にコンスタンティノープルで、ヴェンティミーリア伯及びタンド伯グッリェルモ・ピエトロ1世・ディ・ヴェンティミーリアと結婚した。夫はミカエル8世の同盟者ジェノヴァ共和国に傭兵隊長として仕えるリグーリア地方の領主であった。夫妻は間に7人の子をもうけ、ヴェンティミーリア家の分枝ラスカリス・ディ・ヴェンティミーリア家の始祖となった。
- ラスカーラ（ルクレツィア）（イタリア語版）（1264年 - 1314 年） - パラール＝ソビラ伯アルノー・ロジェ・ド・コマンジュと結婚
- ジョヴァンニ1世（1264年 - 1323年頃） - ヴェンティミーリア伯及びタンド伯、メンツィア・デル・モンフェッラートと結婚
- ベアトリーチェ - ギレーム・ド・モンカダと結婚
- ヴァタツァ（イタリア語版）（1268/1272年頃 - 1336年頃）
- ジャコモ
- オット
- ヴィオランテ（ヨランダ） - アイエルベ男爵ペドロ2世・デ・アイエルベ（アラゴン王子ペドロ・デ・アイエルベ（スペイン語版）の子）と結婚

1278年頃、2人の娘ヴァタツァとベアトリーチェを伴ってリグーリアを離れアラゴン王国に移住した。夫と死別したためなのか、あるいは夫に追放されたのかは判然としない。シャティバやサラゴサに住み、アラゴン王ハイメ2世の命令で使節として各地に赴いた。1296年、モンブランにクララ会系の女子修道院山の聖母修道院を建立し、1306年までに同修道院に入った。イタリアで作られた聖母画像を修道院に奉献し、この像は現在も残っている。死後、遺骸はサラゴサのドミニコ会系修道院に埋葬された。

## 引用
1. ↑  Angelov, D. The Byzantine Hellene: The Life of Emperor Theodore Laskaris and Byzantium in the Thirteenth Century, Cambridge / New York 2019, p. 227.
2. ↑  Angelov, D. The Byzantine Hellene: The Life of Emperor Theodore Laskaris and Byzantium in the Thirteenth Century, Cambridge / New York 2019, p. 74, 129.
3. ↑  Dictionnaire de la noblesse, François-Alexandre Aubert de la Chesnaye des Bois, Badier - 1774
4. ↑  The English Historical Review, Mandell Creighton, Justin Winsor, Samuel Rawson Gardiner, Reginald Lane Poole, John Goronwy Edwards, JSTOR, Longman, 1916
5. ↑  Angelov, D. The Byzantine Hellene: The Life of Emperor Theodore Laskaris and Byzantium in the Thirteenth Century, Cambridge / New York 2019, pp. 226-227.